# П'єр Наполеон Бонапарт
Принц П'єр Наполеон Бонапарт (фр. Pierre-Napoléon Bonaparte; 11 жовтня 1815, Рим — 7 квітня 1881, Версаль) — син Люс'єна Бонапарта та його другої дружини Олександрини де Блешам.
Він був племінником Наполеона I, Жозефа Бонапарта, Елізи Бонапарт, Людовика Бонапарта, Поліни Бонапарт, Кароліна Бонапарт та Жерома Бонапрата. У 1870 році вбив відомого журналіста Віктора Нуара. Помер у забутті у Версалі та похований на кладовищі Гонар.